# Бусетта, Сивар
Сивар Бусетта (фр. Siwar Bousetta; 23 июля 1999) — тунисская спортсменка (вольная борьба), победитель и призёр чемпионатов Африки, участница Олимпийских игр.

## Карьера
В апреле 2021 года в тунисском Хаммамете на африканском и океанском олимпийский отборочный турнире к Олимпийским играм в Токио завоевала лицензию. В августе 2021 года на Олимпиаде в схватке на стадии 1/8 финала уступила на туше украинке Татьяне Кит, и заняла итоговое предпоследнее 15 место.

## Достижения
- Средиземноморский чемпионат по борьбе 2018 —
- Африканские игры 2019 — ;
- Чемпионат Африки по борьбе 2020 — ;
- Олимпийские игры 2020 — 15;
- Чемпионат Африки по борьбе 2022 — ;